# Gully (strip)
Gully is een humoristische Franse stripreeks, geschreven door Pierre Makyo en getekend door Alain Dodier. De strip verscheen aanvankelijk in Mercredi, een bijlage bij een Noordfranse krant. Tussen 1983 en 1989 verschenen er vijf verhalen van Gully in stripweekblad Spirou. In 2008 volgde er nog een zesde verhaal. De strips verschenen in album bij uitgeverij Dupuis.

## Verhaal
Gully is een jongen die woont in het imaginaire, middeleeuwse koninkrijk Yridor, dat in oorlog is met buurland Onrifor. Daar is iedereen altijd vrolijk, behalve de melancholieke Gully. In Yridor wordt immers elke honderd jaar een melancholicus geboren, die iedereen in zijn omgeving kan aansteken met zijn triestheid. Daarom wordt Gully verbannen uit zijn dorp, maar samen met zijn vriend Mollo, die met dezelfde kwaal geboren is, zal hij allerlei avonturen beleven.

## Albums
1. De droefgeestige jongen
2. Jokkenland
3. De blauwe vis
4. De prins en de driftmuizen
5. Bella en Whisty
6. Les vengeurs d'injures (onvertaald)